# Huệ Viễn
Huệ Viễn hay Tuệ Viễn (zh. 慧遠), 334~416, là một Cao tăng Trung Quốc đời nhà Tấn (zh. 晋). Sư họ Cổ (zh. 賈) nguyên quán xứ Lâu Phiền (zh. 樓煩) ở Nhạn Môn (zh. 雁門) thuộc tỉnh Sơn Tây.

## Trích từ Liên Tông Thập Tam Tổ - Hòa Thượng Thích Thiền Tâm Việt dịch
Huệ Viễn đại sư họ Cổ, nguyên quán xứ Lâu Phiền ở Nhạn Môn thuộc tỉnh Sơn Tây. Ngài sanh tại Thạch Triệu, năm Giáp Ngọ, vào niên hiệu Diên Hy đời vua Thành Đế nhà Tấn. Cả song thân đều khuyết danh.
Thuở ấy, còn gọi là thời Ngũ Hồ, mặc dù có nhiễu nhương, nhưng các tư tưởng học thuyết Thánh Hiền lan rộng đã lâu, nên từ bé ngài đã thấm nhuần nề nếp thuần phong đạo đức.
Niên hiệu Hàm Hòa thứ 9, Sư lên mười ba tuổi, được song thân cho du học ở miền Hứa Lạc. Không bao lâu, Sư đã thông biện từ Nho giáo đến các học thuyết Lão, Trang cùng bách gia chư tử.
Năm 21 tuổi, cảm thấy các sở đắc của mình không thể giải quyết được vấn đề sống chết luân hồi, sư cùng ẩn sĩ Phạm Tuyên Tử định du phương tìm đạo. Nhưng lúc ấy vì có loạn Thạch Hồ, đường giao thông bị trở ngại nên ý nguyện không thành.
Thời gian sau, có Đạo An Pháp sư trú tại chùa Nghiệp Trung ở núi Thái Hàng thuộc dãy Hằng Sơn, giảng dạy kinh điển cảm hóa được nhiều hạng người từ đạo tục đến vua quan, sĩ thứ. Sư nghe danh tìm đến xin quy y, nương theo tu học.
Sau khi nghe Pháp sư giảng kinh Bát Nhã, Sư suốt thông tỏ ngộ than rằng: "Phật pháp quả thật cao diệu bao la, xét lại học thuyết của Khổng Mạnh, Lão, Trang, khác nào như tro tàn, cặn bã!". Từ đó, Sư chuyên tâm hôm sớm đọc tụng, suy nghĩ, tu tập. Đạo An thấy biết khen ngợi: "Về sau Phật pháp lưu thông ở Đông Độ, âu là do Huệ Viễn này chăng?"
Tương truyền vào thời niên hiệu Thái Nguyên thứ 6, Sư du hóa tới Tầm Dương, thuộc tỉnh Giang Tây. Thấy chỗ đó thiếu nước do nắng hạn, các dòng suối đều cạn khô, Sư phát tâm từ bi đến khe núi tụng kinh Hải Long Vương; cầm tích trượng dộng xuống đất khấn nguyện. Bỗng có con Bạch Long từ dưới đất bay vọt lên hư không. Giây phút mưa to xối xả, mực nước các nơi đều trở lại bình thường, tại đó xuất hiện dòng suối mát mẻ trong xanh, quanh co tuôn chảy. Vì hiện tượng này, Sư lấy hiệu tinh xá là Long Tuyền. Lúc ấy Pháp Sư Huệ Vĩnh, một bạn đồng môn, trước đã trụ chùa Tây Lâm bên phía tây Lô Sơn, muốn mời Sư về cùng ở. Nhưng pháp duyên của Huệ Viễn đại sư thạnh, học giả nương về Sư càng ngày càng đông, cạnh Tây Lâm đất hẹp, không thể lập đạo tràng dung chúng. Quan Thái sử Hoàn Y thấy thế, phát tâm cất chùa cho Sư bên phía Đông Lô Sơn. Do uy đức của Đại sư, khi sắp khởi công kiến tạo, vào một đêm nọ bỗng có cơn mưa giông to lớn, sấm sét vang trời. Sáng ra, đại chúng thấy vật liệu xây cất, như các thứ gỗ to quý và cát đá chất thành đống. Bởi nhờ sức thần linh vận chuyển giúp công như thế nên ngôi chùa ấy có tên Đông Lâm Thần Vận tự.
Các bậc Cao tăng, những hành danh sĩ, đến xin dự chúng tu tập theo Huệ Viễn, mỗi ngày thêm nhiều. Trong đó có cả những vị lỗi lạc tài hoa.
Khu vực Lô Sơn có rất nhiều rắn độc, từ trước đã làm nguy hại đến tánh mạng dân cư ở vùng ấy. Nhưng từ khi có chùa Đông Lâm, các loài rắn dữ đều trở nên hiền lành, ngày lẫn đêm thường vây quanh Đại Sư để nghe giảng kinh. Bởi trường hợp này, Đại Sư được người đương thời tôn hiệu là Bích Xà Thánh Giả.
Thỉnh thoảng lại có những bậc danh tài bá lâm tìm đến vấn nạn Sư. Trong ấy, đại để như Pháp Sư Huệ Nghĩa cho đến quan Thái úy Hoàn Huyền. Nhưng khi tiếp kiến gương mặt rộng rãi uy nghiêm, phong thái trầm tĩnh tự tại của Đại Sư, các vị ấy bỗng nhiên mất tự chủ, xuất hạn đầm đìa, rồi rút lui không dám tranh biện. Ra ngoài họ đều kinh ngạc than thở: "Huệ Viễn đại sư có uy lực nhiếp chúng rất lạ lùng, thật đáng nể phục!".
Niên hiệu Long An thứ ba và đầu năm Nguyên Hưng đời Đông Tấn, quan Phụ Chính Hoàn Huyền lần lượt gởi cho Sư hai văn kiện bãi đạo và thanh lọc hàng ngũ xuất gia. Nội dung của văn kiện gồm nhiều lý lẽ đề cập đến việc không lợi ích cho quốc gia và sự hoang đường thiếu thiết thật của Phật giáo. Thời gian ấy, Tăng chúng trong toàn quốc bị đạo luật này chi phối, nhiều vị phải hoàn tục. Đại Sư đều tuần tự phúc đáp bằng lời lẽ vững mạnh thích đáng, khiến cho đạo luật đó không thể ứng dụng được tại tỉnh Giang Tây.
Trong niên hiệu Nghĩa Hy, An Đế từ Giang Lăng xa giá đến Giang Tây, Trấn Nam tướng quân Hà Vô Kỵ yêu cầu Sư đích thân nghinh tiếp đức vua. Đại Sư lấy cớ đau yếu từ khước không bái yết. Đến năm Nguyên Hưng thứ hai, Hoàn Huyền lại gởi văn thư cho Sư, với nhiều lý luận bắt buộc hàng Sa-môn phải lễ bái quốc vương. Đại Sư soạn văn thư phúc đáp và quyển Sa Môn Bất Kính Vương Giả Luận gồm năm thiên để hồi âm. Triều đình đều nể trọng và phải chấp nhận quan điểm của Sư.
Sư là người có công biến tỉnh Giang Tây thành trung tâm Phật giáo tại miền Nam.
Ở Đông Lâm, nhân ngày khánh thành tượng Tây Phương Tam Thánh, sư đã đề tựa cho bài văn phát nguyện được khác vào bia đá như sau:
"Tam muội là thế nào? Chính là nhớ chuyện, tưởng lặng vậy. Nhớ chuyện thì chí một tâm đồng. Tưởng lặng thì khí thanh thần sáng. Khí thanh thì trí soi ngộ đến lý nhiệm mầu. Thần sáng thì không chỗ u vi nào chẳng thấu. Hai điểm này tự nhiên thầm hợp nương về mà phát sanh ra diệu dụng. 
Lại, các môn Tam Muội, danh mục rất nhiều, công cao dễ tu, Niệm Phật là thắng. Tại sao thế? Vì cùng nơi huyền tịch mới hiểu Như Lai, thể hợp với thần, mười phương ứng hiện. Thế nên, khi vào tam muội, lặng lẽ vong tri, trí sáng chiếu cảnh duyên, gương lòng bày muôn tượng. Chỗ mát ta không đến được, mà vẫn thấy vẫn nghe. Nơi linh trí lặng sáng thanh, nên hằng thông hằng suốt. Nếu chẳng phải bậc căn cơ linh mẫn, thì làm sao vào được cảnh diệu huyền ư? 
Hôm nay, cùng chư hiền tu tập, đồng nương kết pháp duyên. Rửa lòng cửa Phật, những e còn kém duyên sen. Chuyên ý sớm hôm, cảm nỗi tháng ngày chẳng lại. Chí nguyện ba thừa thông suốt, bước đạo tiến cao. Lòng mong dìu dắt người sau, lối tranh tẩy sạch. 
Xin xem thiên bài mà thấu ý, đừng theo văn vịnh để vui tâm".
Khi thấy kinh tạng còn thiếu, nên sư sai đệ tử là Pháp Tịnh, Pháp Lĩnh cùng nhiều vị khác vượt ngọn Thông Lãnh sang Tây Thiên, tìm thỉnh các thứ kinh Phạn. Cộng việc mang lại nhiều kết quả mong muốn. Sau đó, Huệ Viễn lại cho người đến Trường An thỉnh Tôn giả Phật-đà-bạt-đà-la (sa. buddhabhadra), họp cùng những vị khác đến Lô Sơn để phiên dịch các kinh điển ấy. Thời ấy, những kinh luật lưu hành từ Lô Sơn có gần đến trăm thứ.
Tuy xiển dương Tịnh độ tông, Đại sư vẫn lưu tâm đến các pháp môn khác, viết nhiều bài tựa về kinh luận, và hoàn thành mấy tác phẩm như sau:
1. Đại Trí Độ Luận Yếu Lược (zh. 大智度論要略) (20 quyển).
2. Pháp Tính luận. (zh. 法性論)
3. Sa Môn Bất Kính Vương Giả Luận (zh. 沙門不敬王者論).
4. Đại Thừa Đại Nghĩa Chương (zh. 大乘大義章) (3 quyển).
5. Thích Tam Báo luận (zh. 釋三報論)
6. Minh Báo Ứng luận (zh. 明報應論)
7. Sa Môn Đản Phục luận (zh. 沙門袒服論)
8. Biện Tâm Thức luận (zh. 辯心識論)
9. Phật Ảnh tán (zh. 佛影讚)
10. Du Lô Sơn thi (zh. 遊盧山詩)
11. Lô Sơn Lược ký (zh. 盧山略記)
12. Du Sơn ký (zh. 遊山記)

Ngoài ra còn nhiều văn thư biện luận về Phật pháp giữa Đại Sư với Sư Cưu Ma La Thập, cùng các ông Lưu Di Dân, Đới An và những hàng tấn thân. Trong bộ Pháp Tính luận, Đại Sư đề xuất lý Niết-bàn thường trú. Khi bộ luận này truyền đến Quan Trung, Pháp sư Cưu Ma La Thập xem, khen rằng: "Lành thay! Huệ Viễn Đại sư cư ngụ vùng biên phương, chưa đọc kinh Đại Niết Bàn mà lời luận lại thầm hợp với chân lý. Ấy chẳng phải là điều kỳ diệu hay sao?".
Bạch Liên Xã do Đại Sư thành lập, quy tụ hơn ba ngàn người, trong đây có 123 vị được tôn là Hiền. Trong 123 vị Hiền này, lại có 18 bậc thượng thủ gọi là Đông Lâm Thập Bát Đại Hiền, gồm các Sư như sau: 
1. Huệ Viễn Đại Sư.
2. Huệ Vĩnh Pháp Sư.
3. Huệ Trì Pháp Sư.
4. Đạo Sinh Pháp Sư.
5. Phật-đà-da-xá (sa. buddhayaśas) Tôn Giả.
6. Phật-đà-bạt-đà-la (sa. buddhabhadra) Tôn Giả.
7. Huệ Duệ Pháp Sư.
8. Đàm Thuận Pháp Sư.
9. Đạo Kính Pháp Sư.
10. Đàm Hằng Pháp Sư.
11. Đạo Bính Pháp Sư.
12. Đàm Tiên Pháp Sư.
13. Danh sĩ Lưu Di Dân.
14. Danh sĩ Lôi Thứ Tôn.
15. Danh sĩ Tôn Bính.
16. Danh sĩ Vương Dã.
17. Danh sĩ Vương Thuyên.
18. Danh sĩ Châu Tục Chi.

Ở Lô Sơn hơn ba mươi năm, không bước ra khỏi núi, sư khước từ mọi sự liên lạc không cần thiết với đời, nguyện giải quyết vấn đề sanh tử ngay trong kiếp hiện tại. Khách đến viếng, lúc ra về, thường sư chỉ tiễn chân tới cầu suối Hổ Khê trước chùa rồi trở vào. Có một lần, hai danh nhân là nho sĩ Đào Uyên Minh và đạo gia Lục Tu Tĩnh tìm đến yết kiến. Vì cơ luận khế hợp, khi đưa khách ra về, bất giác Đại Sư bước ra khỏi cầu suối hồi nào không hay. Vừa lúc ấy, ánh tịch dương chợt rọi đến, in bóng người bên vách núi. Cả ba như bừng tỉnh, đứng lại nhìn nhau cả cười, rồi chia tay tạm biệt. Người sau dựng Tam tiếu Đình tại nơi đây để lưu niệm. Trong Tây phương bách vịnh, Nhất Nguyên đại sư có biên ký điều trên như sau: 
Tây phương cổ giáo Thế Tôn tiên 
Đông Độ khai tông hiệu Bạch Liên 
Thập bát đại hiền vi thượng thủ 
Hổ Khê tam tiếu chí kim truyền. 
Tạm dịch: 
Tây phương Phật dạy trước tiên 
Truyền sang Đông Độ, Bạch Liên mở đàng 
Mười tám hiền, học hạnh toàn 
Hổ Khê dường hãy còn vang tiếng cười.... 
Ở Đông Lâm, hôm sớm Đại sư hằng lặng lòng quán tưởng, chuyên chí về Tịnh Độ, đã ba phen thấy thánh tướng mà trầm hậu không nói ra.
Năm Nghĩa Hy thứ mười hai, đêm 30 tháng 7, Sư ngồi tịnh nơi Bát Nhã Đài. Lúc vừa mở mắt xuất định, bỗng thấy Phật A Di Đà thân sắc vàng đầy khắp hư không. Trong ánh viên quang hiện vô số hóa Phật, mỗi vị đều có Quan Âm, Thế Chí hầu hai bên tả hữu. Lại thấy nước chảy chia thành mười bốn ngọn quanh lộn lên xuống, phóng ra những tia sáng đẹp, diễn nói các pháp: Khổ, Không, Vô Thường, Vô Ngã. Đức Phật bảo Sư rằng: "Ta dùng sức bản nguyện đến đây an ủi ngươi. Sau bảy ngày, ngươi sẽ được sanh về Cực Lạc". Đại sư lại thấy các bạn đồng tu ở Liên Xã đã viên tịch trước, như các ông: Phật-đà-da-xá, Huệ Trì, Huệ Vĩnh, Lưu Di Dân... đều đứng phía sau Phật. Các vị ấy bước đến trước, chắp tay chào và nói: "Ngài phát tâm sớm hơn chúng tôi nay sao lại về muộn như thế?".
Hôm sau, Sư cảm bịnh nhẹ, gọi đệ tử là Pháp Tịnh, Huệ Bảo đến thuật lại và nói: "Ta ở Lô Sơn này, trong mười một năm đầu, đã ba lần thấy thánh tướng cùng các kỳ tích. Nay lại có điềm như thế, tất duyên sanh Tịnh Độ đã đến thời kỳ!" Rồi dặn bảo các việc sau, soạn quy chế để răn nhắc đại chúng cùng nhau sách tiến tu tập.
Trong thời gian Sư lâm bịnh, chư Tăng khuyên Sư phương tiện dùng thuốc rượu để điều trị. Sư khước từ bảo: "Thân người như huyễn, nguyện giữ giới luật hoàn toàn thanh tịnh". Các Đại đức lại thỉnh Sư dùng nước cơm, Đại Sư nói không thể được vì đã quá ngọ. Chư Trưởng lão yêu cầu Sư tạm dùng mật. Đại Sư bảo hãy dở Luật tìm xem có đề cập đến điều này hay không? Các Luật Sư tra cứu chưa xong, Sư đã viên tịch. Lúc ấy nhằm ngày mùng 6 tháng 8 năm Bính Thìn, niên hiệu Nghĩa Hy thứ mười hai, thọ 83 tuổi.
Quan Thái thú Tầm Dương là Nguyễn Bảo cùng đại chúng làm lễ an táng và xây tháp tại phía Tây Lô Sơn. Vua An Đế nhà Tấn hay tin rất thương tiếc, sắc phong cho Sư thụy hiệu: "Lô Sơn Tôn Giả, Hồng Lô Đại Khanh, Bạch Liên Xã Chủ". Các vua đời sau đều có phong tặng để cảm niệm công đức hộ pháp an dân của Sư.